# Katsiaryna Snytsina
Katsiaryna Snytsina (2 de setembro de 1985) é uma basquetebolista profissional cazaque naturalizada bielorrussa.

## Carreira
Katsiaryna Snytsina integrou a Seleção Bielorrussa de Basquetebol Feminino, na Rio 2016, que terminou na nona colocação.